# Tall Dibs
Tall Dibs (arab. تل دبس) – miejscowość w Syrii, w muhafazie Idlib. W 2004 roku liczyła 1829 mieszkańców.